# Al-Chadr
Al-Chadr (arab. الخضر) – miasto w Autonomii Palestyńskiej (środkowy Zachodni Brzeg, muhafaza Betlejem). Według danych oficjalnych na rok 2007 liczyło 9651 mieszkańców.